# Pseudo-Alexios II. (Paphlagonien)
Pseudo-Alexios II. Komnenos (mittelgriechisch Ψευδο-Ἀλέξιος Βʹ Κομνηνός; † wahrscheinlich Frühjahr 1192) war ein byzantinischer Usurpator gegen Kaiser Isaak II.

## Leben
Pseudo-Alexios II. war einer von mehreren Thronprätendenten des Byzantinischen Reiches, die in der Regierungszeit der Dynastie der Angeloi (1185–1204) in Kleinasien auftraten und von sich behaupteten, der Kaiser Alexios II. zu sein, der 1183 ermordet worden war. Er erhob sich Ende 1191 oder Anfang 1192 in Paphlagonien, wurde jedoch nach kurzer Zeit durch den Chartularios Theodoros Chumnos in einer Schlacht besiegt, gefangen genommen und exekutiert.